# Garland (Texas)
 For alternative betydninger, se Garland. (Se også artikler, som begynder med Garland)
Garland er en amerikansk by og administrativt centrum i det amerikanske county Dallas County, i staten Texas. Byen har 246.018(2020) indbyggere.

## Ekstern henvisning
- Garlands hjemmeside (engelsk) Arkiveret 31. oktober 2012 hos  Wayback Machine

32°54′24″N 96°38′06″V / 32.9067°N 96.635°V